# Kelvin
Kelvin [kélvin] (oznaka K) je osnovna enota SI termodinamične temperature. 
Kelvinova temperaturna lestvica (tudi absolutna temperaturna lestvica) je lestvica za merjenje temperatur, ki jo je leta 1848 predlagal škotski inženir in fizik William Thomson, kasneje povzdignjen v lorda Kelvina.
Absolutna temperaturna lestvica ne pozna negativnih vrednosti - ničla v tej lestvici sovpada z absolutno ničlo. Lestvica je razdeljena na enote, imenovane kelvin (oznaka K). En kelvin je določen kot 1/273,16 razlike med temperaturo trojne točke vode in absolutno ničlo. Po velikosti intervala kelvin tako sovpada s stopinjo celzija, kar olajša pretvorbo:
T(K) = T(°C) + 273,15 K